# Richard Bauer (Historiker)
Richard Bauer (* 1943 in München-Pasing) ist ein deutscher Historiker, Archivar und ehemaliger Leiter des Münchner Stadtarchivs.

## Leben
Bauer wuchs als Kriegskind – „sein erstes Wort war ‚Alarm‘“ – in Pasing auf und ging dort zur Volksschule. Nach dem Abitur am Wittelsbacher-Gymnasium München studierte er u. a. bayerische Landesgeschichte an der Ludwig-Maximilians-Universität München. Dort wurde er 1971 bei Karl Bosl über den kurfürstlich bayerischen Geistlichen Rat und die Kirchenpolitik in den letzten Jahrzehnten des 18. Jahrhunderts promoviert. Anschließend absolvierte er eine Zusatzausbildung zum Archivar. Von 1981 bis 2008 leitete er das Stadtarchiv München, von 1984 bis 2010 war er 1. Vorsitzender des Historischen Vereins von Oberbayern.
Bauer hat einen Sohn.

## Schriften (Auswahl)
- Der kurfürstliche geistliche Rat und die bayerische Kirchenpolitik 1768–1802 (= Neue Schriftenreihe des Stadtarchivs München. Bd. 49 / Miscellanea Bavarica Monacensia. Bd. 32). Woelfle, München 1971.
- Geschichte Münchens. Vom Mittelalter bis zur Gegenwart. Beck, München 2003, 2. Auflage 2005, ISBN 3-406-51028-0 (eingeschränkte Vorschau in der Google-Buchsuche).
- Das rekonstruierte Antlitz. Die Mozart-Büste des Zürcher Bildhauers Heinrich Keller in der Münchner Residenz, Neustadt a. d. Aisch 2008.
- München, Asamkirche, Regensburg 2011.
- Maxvorstadt – Zeitreise ins alte München, München 2013 (Besprechung).
- Altmünchen – Der Maler Joseph Puschkin (1827–1905) und die Sammlung Neuner im Münchner Stadtmuseum, Weißenhorn 2017, ISBN 978-3-87437-577-1.
- Lehel – Zeitreise ins alte München (Hrsg.: Stadtarchiv München), München 2021, ISBN 978-3-86222-404-3.[2]